# Marco Vasconcelos
 Der er for få eller ingen kildehenvisninger i denne artikel, hvilket er et problem. Du kan hjælpe ved at angive troværdige kilder til de påstande, som fremføres i artiklen.

Marco Vasconcelos (født 7. januar 1971) er en portugisisk badmintonspiller. Han har ingen større internationale mesterskabs titler, men kvalificerede sig til OL i 2004, hvor han tabte i første runde imod Richard Vaughan fra Storbritannien. Vasconcelos blev udtaget til at repræsentere Portugal ved sommer-OL 2008, hvor han røg ud i første mod Anup Sridhar fra Indien.